# Ifet Đakovac
Ifet Đakovac (cyryl. Ифет Ђаковац, ur. 5 grudnia 1997 w Sjenicy) – serbski piłkarz grający na pozycji środkowego pomocnika w klubie FK TSC Bačka Topola.

## Kariera seniorska

### FK Zlatibor Čajetina
Đakovac pierwszy raz trafił do FK Zlatiboru Čajetina 1 lipca 2016. Grał tam przez jeden sezon.
Đakovac wrócił do FK Zlatiboru Čajetina 3 stycznia 2020. Pierwszy mecz po powrocie zagrał 29 lutego 2020 z Metalacem Gornji Milanovac (1:1). Pierwszą bramkę zdobył 15 czerwca 2020 w wygranym 1:2 spotkaniu przeciwko FK Kolubara. Łącznie po powrocie dla FK Zlatiboru Čajetina rozegrał 27 meczów strzelając 4 gole.

### FK Tutin
Đakovac przeniósł się do FK Tutin 1 lipca 2017. Grał tam przez dwa i pół sezonu.

### FK TSC Bačka Topola
Đakovac przeszedł do FK TSC Bačka Topola 18 stycznia 2021. Zadebiutował dla nich 5 lutego 2021 w meczu z FK Vojvodina (wyg. 0:1). Pierwszą bramkę zdobył 16 kwietnia 2022 w wygranym 2:3 spotkaniu przeciwko FK Čukarički, notując dublet.

## Statystyki

### Klubowe
(aktualne na dzień 13 stycznia 2024)
| Klub                 | Sezon              | Liga               | Liga  | Liga   | Puchar kraju | Puchar kraju | Europa | Europa | Suma  | Suma   |
| Klub                 | Sezon              | Liga               | Mecze | Bramki | Mecze        | Bramki       | Mecze  | Bramki | Mecze | Bramki |
| -------------------- | ------------------ | ------------------ | ----- | ------ | ------------ | ------------ | ------ | ------ | ----- | ------ |
| FK Zlatibor Čajetina | 2016/17            | Srpska Liga Zapad  | ?     | ?      | ?            | ?            | –      | –      | ?     | ?      |
| FK Zlatibor Čajetina | 2019/20            | Prva liga Srbije   | 7     | 1      | 0            | 0            | –      | –      | 7     | 1      |
| FK Zlatibor Čajetina | 2020/21            | Super liga Srbije  | 19    | 3      | 1            | 0            | –      | –      | 20    | 3      |
| FK Zlatibor Čajetina | Ogólnie            | Ogólnie            | ?     | ?      | ?            | ?            | 0      | 0      | ?     | ?      |
| FK Tutin             | 2017/18            | Srpska Liga Zapad  | ?     | ?      | ?            | ?            | –      | –      | ?     | ?      |
| FK Tutin             | 2018/19            | Srpska Liga Zapad  | ?     | ?      | ?            | ?            | –      | –      | ?     | ?      |
| FK Tutin             | 2019/20            | Srpska Liga Zapad  | ?     | ?      | ?            | ?            | –      | –      | ?     | ?      |
| FK Tutin             | Ogólnie            | Ogólnie            | ?     | ?      | ?            | ?            | 0      | 0      | ?     | ?      |
| FK TSC Bačka Topola  | 2020/21            | Super liga Srbije  | 16    | 0      | 1            | 0            | –      | –      | 17    | 0      |
| FK TSC Bačka Topola  | 2021/22            | Super liga Srbije  | 31    | 2      | 3            | 0            | –      | –      | 34    | 2      |
| FK TSC Bačka Topola  | 2022/23            | Super liga Srbije  | 34    | 10     | 3            | 0            | –      | –      | 37    | 10     |
| FK TSC Bačka Topola  | 2023/24            | Super liga Srbije  | 15    | 6      | 0            | 0            | 7      | 2      | 22    | 8      |
| FK TSC Bačka Topola  | Ogólnie            | Ogólnie            | 97    | 18     | 7            | 0            | 7      | 2      | 17    | 1      |
| Ogólnie w karierze   | Ogólnie w karierze | Ogólnie w karierze | ?     | ?      | ?            | ?            | 7      | 2      | ?     | ?      |

## Sukcesy

### FK Zlatibor Čajetina
- Prva liga Srbije (1×): 2019/2020[5]

### FK TSC Bačka Topola
- Super liga Srbije (1×): 2022/2023[5]